# Paracladopelma sacculifera
Paracladopelma sacculifera är en tvåvingeart som beskrevs av Chaudhuri och Chattopadhyay 1990. Paracladopelma sacculifera ingår i släktet Paracladopelma och familjen fjädermyggor. Inga underarter finns listade i Catalogue of Life.